# García Sánchez
García Sánchez († 1029.) bio je kastiljski grof od 1017. godine do svoje smrti. Sin grofa Sanča i njegove supruge Urake, García je oca naslijedio kao dječak te je regent bila dječakova teta Uraka. Grofoviju Kastilju „štitio” je kralj Sančo III. Navarski.
García se trebao oženiti infantom Sančom Leonskom te je putovao u Leon kako bi došlo do braka. Dok je ulazio u crkvu u kojoj se trebalo održati vjenčanje, napadnut je i ubijen.
Kastilju je naslijedio nećak ubijenoga grofa – Ferdinand, sin grofove sestre Mayor.